# Helmut Cardon
Helmut Cardon (14 juli 1963) is een Nederlandse schaker. Hij is sinds 1987 een Internationaal Meester (IM). Op 12-jarige leeftijd was hij jeugdkampioen van Nederland.
Cardon is lid van schaakvereniging Het Witte Paard in Sas van Gent (Zeeland). .  
Ook is hij lid van The Internet Chess Club met 30.000 leden.
Hij heeft enkele toernooiboekjes geschreven: Boedapest 1987, Sas van Gent 1986, e.a.

## Persoonlijk leven
Cardon woont in Den Haag en is werkzaam bij een bank. Hij is gehuwd. 